# Chrysoula Kourompylia

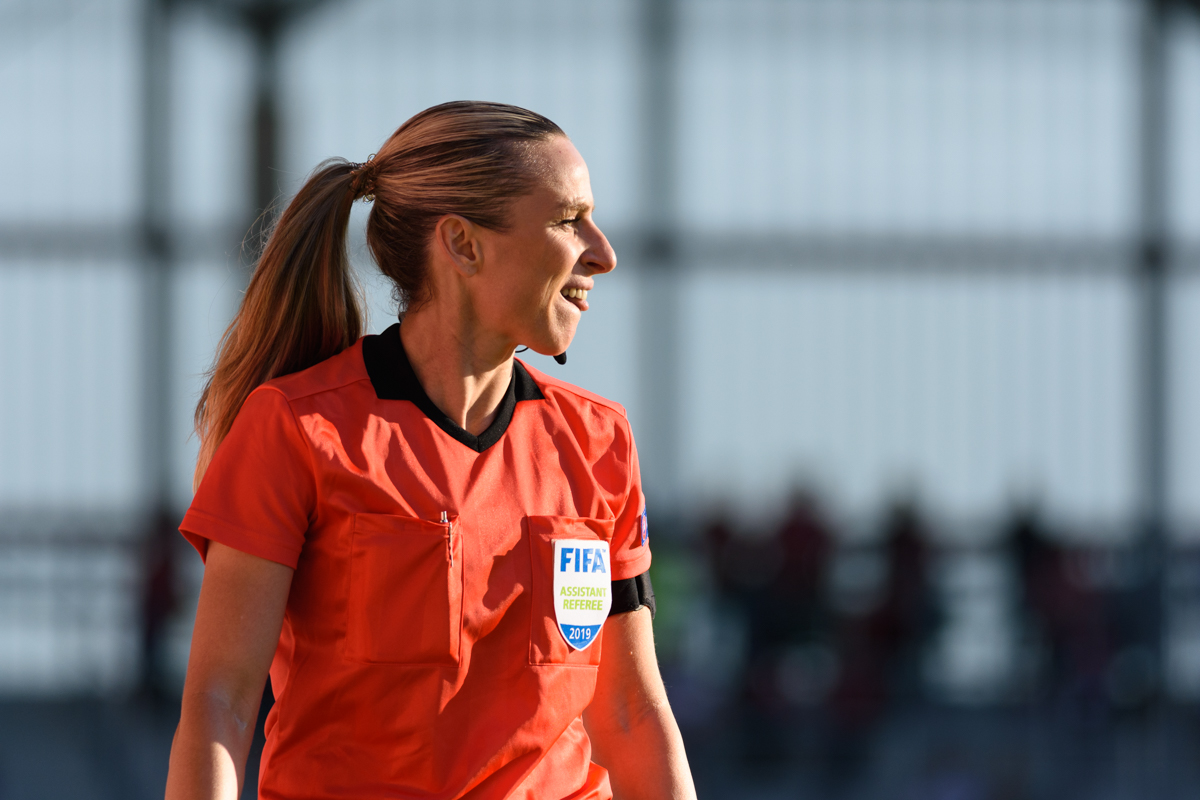
Chrysoula Kourompylia (2019)

Chrysoula Kourompylia (griechisch Χρυσούλα Κουρομπύλια, * 29. Juli 1977) ist eine griechische Fußballschiedsrichterassistentin.
Seit 2008 steht sie auf der Liste der FIFA-Schiedsrichter.
Seit April 2010 wird Kourompylia regelmäßig in der griechischen Super-League eingesetzt.
Kourompylia war unter anderem Schiedsrichterassistentin bei der U-20-Weltmeisterschaft 2014 in Kanada, bei der Weltmeisterschaft 2015 in Kanada (im Schiedsrichtergespann von Efthalia Mitsi), beim olympischen Fußballturnier 2016 in Rio de Janeiro, bei der Europameisterschaft 2017 in den Niederlanden, bei der Weltmeisterschaft 2019 in Frankreich sowie bei der Europameisterschaft 2022 in England (im Schiedsrichtergespann von Lina Lehtovaara, zusammen mit Karolin Kaivoja).
Im Februar 2015 leitete sie an der Seite von Michael Koukoulakis erstmals (und als erste Frau seit längerer Zeit) ein Spiel in der Europa League. Im November 2018 debütierte sie in der Nations League.
Am 21. Mai 2022 leiteten Lina Lehtovaara, Chrysoula Kourompylia und Karolin Kaivoja das Finale der Women’s Champions League 2021/22 zwischen dem FC Barcelona und Olympique Lyon (1:3).